# Лебанон (Орегон)
Лебанон (англ. Lebanon) — місто (англ. city) в США, в окрузі Линн штату Орегон. Населення — 18 447 осіб (2020).

## Географія
Лебанон розташований за координатами 44°31′53″ пн. ш. 122°54′29″ зх. д. / 44.53139° пн. ш. 122.90806° зх. д. (44.531503, -122.908003).  За даними Бюро перепису населення США в 2010 році місто мало площу 17,81 км², з яких 17,29 км² — суходіл та 0,53 км² — водойми.

## Демографія
Згідно з переписом 2010 року, у місті мешкало 15 518 осіб у 6118 домогосподарствах у складі 3945 родин. Густота населення становила 871 особа/км².  Було 6820 помешкань (383/км²).
Расовий склад населення:
| - 91,2 % — білих - 1,4 % — корінних американців - 1,1 % — азіатів - 0,5 % — чорних або афроамериканців - 0,1 % — вихідців з тихоокеанських островів - 2,1 % — осіб інших рас |

До двох чи більше рас належало 3,7 %. Частка іспаномовних становила 5,8 % від усіх жителів.
За віковим діапазоном населення розподілялося таким чином: 25,7 % — особи молодші 18 років, 58,0 % — особи у віці 18—64 років, 16,3 % — особи у віці 65 років та старші. Медіана віку мешканця становила 36,6 року. На 100 осіб жіночої статі у місті припадало 91,1 чоловіків;  на 100 жінок у віці від 18 років та старших — 87,9 чоловіків також старших 18 років.
Середній дохід на одне домашнє господарство  становив 45 149 доларів США (медіана — 40 530), а середній дохід на одну сім'ю — 52 684 долари (медіана — 45 301). Медіана доходів становила 42 354 долари для чоловіків та 31 143 долари для жінок. За межею бідності перебувало 19,9 % осіб, у тому числі 26,7 % дітей у віці до 18 років та 13,4 % осіб у віці 65 років та старших.
Цивільне працевлаштоване населення становило 6490 осіб. Основні галузі зайнятості: освіта, охорона здоров'я та соціальна допомога — 28,3 %, виробництво — 15,6 %, роздрібна торгівля — 13,3 %.